# Phillip Colella
Phillip Colella é um matemático aplicado estadunidense, membro do Applied Numerical Algorithms Group no Laboratório Nacional de Lawrence Berkeley. Também trabalhou no Laboratório Nacional de Lawrence Livermore. É conhecido por suas contribuições fundamentais no desenvolvimento de métodos matemáticos e ferramentas numéricas usadas para resolver equações diferenciais parciais. É membro da Academia Nacional de Ciências dos Estados Unidos.

## Carreira
Colella obteve o bacharelado em 1974, um mestrado em 1976 e um Ph.D. em 1979 na Universidade da Califórnia em Berkeley, todos em matemática aplicada. Obteve um Ph.D. orientado por Alexandre Chorin. Iniciou sua carreira de pesquisador no Laboratório Nacional de Lawrence Berkeley, Universidade da Califórnia.

## Prêmios e homenagens
Colella é membro da Academia Nacional de Ciências dos Estados Unidos desde 2004 e fellow da Society for Industrial and Applied Mathematics (SIAM). É recipiente de diversas honrarias, incluindo o Prêmio Sidney Fernbach de 1998 da IEEE Computer Society.

## Artigos selecionados
- Colella, P.; Woodward, P. R. (abril de 1984). «Piecewise parabolic method (PPM) for gas-dynamical simulations» (PDF). J. Comput. Phys. 54 (1): 174–201. doi:10.1016/0021-9991(84)90143-8. Arquivado do original (PDF) em 1 de outubro de 2013
- Colella, P.; Woodward, P. R. (1984). «The numerical simulation of two-dimensional fluid flow with strong shocks» (PDF). J. Comput. Phys. 54: 115–173. doi:10.1016/0021-9991(84)90142-6. Arquivado do original (PDF) em 6 de março de 2009
- Berger, M. J.; Colella, P. (1989). «Local adaptive mesh refinement for shock hydrodynamics» (PDF). J. Comput. Phys. 82: 64–84. doi:10.1016/0021-9991(89)90035-1. Arquivado do original (PDF) em 23 de dezembro de 2016
- Bell, J. B.; Colella, P.; Glaz, H. M. (1989). «A second-order projection method for the incompressible Navier-Stokes equations» (PDF). J. Comput. Phys. 85 (2): 257–283. CiteSeerX 10.1.1.392.8098. doi:10.1016/0021-9991(89)90151-4. Arquivado do original (PDF) em 27 de dezembro de 2016